# Территориальный выбор НБА
Территориальный выбор — специальная разновидность выбора на драфте, существовавшая в Баскетбольной ассоциации Америки (БАА) в 1949 году и в Национальной баскетбольной ассоциации (НБА) с 1950 по 1966 год. 
Территориальный выбор был введён БАА/НБА для привлечения болельщиков, живущих в сфере влияния команд. Для достижения этого лига ввела территориальный выбор на драфте по которому команда могла выбрать вне очереди игрока из близлежащего колледжа.

## Легенда
| Позиция | G        | F       | C         |
| Позиция | Защитник | Форвард | Центровой |

| Условные обозначения |                                                                              |
|                      | Игроки, включённые в Зал славы баскетбола                                    |
|                      | Игроки, участники матча всех звёзд НБА и включённые в сборную всех звёзд НБА |
|                      | Игроки, участники матча всех звёзд НБА                                       |

## Список территориальных выборов
| Драфт | Игрок               | Фото | Поз. | Гражданство | Команда                 | Колледж                                                | Прим.  |
| ----- | ------------------- | ---- | ---- | ----------- | ----------------------- | ------------------------------------------------------ | ------ |
| 1949  | Эд Маколи^          |      | Ф/Ц  | США         | Сент-Луис Бомберс       | Университет Сент-Луиса (Сент-Луис, Миссури)            | [ 1 ]  |
| 1949  | Верн Миккельсен^    |      | Ф/Ц  | США         | Миннеаполис Лейкерс     | Университет Хэмлин (Сент-Пол, Миннесота)               | [ 1 ]  |
| 1950  | Пол Аризин^         |      | З/Ф  | США         | Филадельфия Уорриорз    | Университет Вилланова (Филадельфия, Пенсильвания)      | [ 2 ]  |
| 1951  | Майер Скуг          |      | З    | США         | Миннеаполис Лейкерс     | Миннесотский университет (Миннеаполис, Миннесота)      | [ 3 ]  |
| 1952  | Билл Млкви          |      | Ф    | США         | Филадельфия Уорриорз    | Темпльский университет (Филадельфия, Пенсильвания)     | [ 4 ]  |
| 1953  | Эрни Бек            |      | З/Ф  | США         | Филадельфия Уорриорз    | Пенсильванский университет (Филадельфия, Пенсильвания) | [ 5 ]  |
| 1953  | Уолтер Дьюкс+       |      | Ц    | США         | Нью-Йорк Никс           | Университет Сетон Холл (Саут Орандж, Нью-Джерси)       | [ 5 ]  |
| 1955  | Дик Гармейкер*      |      | З/Ф  | США         | Миннеаполис Лейкерс     | Миннесотский университет (Миннеаполис, Миннесота)      | [ 6 ]  |
| 1955  | Том Гола^           |      | З/Ф  | США         | Филадельфия Уорриорз    | Университет Ла Салля (Филадельфия, Пенсильвания)       | [ 6 ]  |
| 1956  | Том Хейнсон^        |      | Ф/Ц  | США         | Бостон Селтикс          | Колледж Холи Кросс (Вустер, Массачусетс)               | [ 7 ]  |
| 1958  | Гай Роджерс+        |      | З    | США         | Филадельфия Уорриорз    | Темпльский университет (Филадельфия, Пенсильвания)     | [ 8 ]  |
| 1959  | Уилт Чемберлен^     |      | Ц    | США         | Филадельфия Уорриорз[a] | Канзасский университет (Лоуренс, Канзас)               | [ 9 ]  |
| 1959  | Боб Ферри           |      | Ф/Ц  | США         | Сент-Луис Хокс          | Сент-Луисский университет (Сент-Луис, Миссури)         | [ 9 ]  |
| 1960  | Оскар Робертсон^[b] |      | З/Ф  | США         | Цинциннати Ройалс       | Университет Цинциннати (Цинциннати, Огайо)             | [ 10 ] |
| 1962  | Дэйв Дебуше^        |      | З/Ф  | США         | Детройт Пистонс         | Детройтский университет (Детройт, Мичиган)             | [ 11 ] |
| 1962  | Джерри Лукас^       |      | Ф/Ц  | США         | Цинциннати Ройалс[c]    | Университет штата Огайо (Колумбус, Огайо)              | [ 11 ] |
| 1963  | Том Такер           |      | З/Ф  | США         | Цинциннати Ройалс       | Университет Цинциннати (Цинциннати, Огайо)             | [ 12 ] |
| 1964  | Уолт Хазард+[d]     |      | З    | США         | Лос-Анджелес Лейкерс    | УКЛА (Лос-Анджелес, Калифорния)                        | [ 13 ] |
| 1964  | Джордж Уилсон       |      | Ц    | США         | Цинциннати Ройалс       | Университет Цинциннати (Цинциннати, Огайо)             | [ 13 ] |
| 1965  | Билл Брэдли^        |      | З/Ф  | США         | Нью-Йорк Никс           | Принстонский университет (Принстон, Нью-Джерси)        | [ 14 ] |
| 1965  | Билл Бантин         |      | Ф/Ц  | США         | Детройт Пистонс         | Мичиганский университет (Энн-Арбор, Мичиган)           | [ 14 ] |
| 1965  | Гейл Гудрич^        |      | З    | США         | Лос-Анджелес Лейкерс    | УКЛА (Лос-Анджелес, Калифорния)                        | [ 14 ] |